# Roland Weitzenböck
Roland Weitzenböck (26. května 1885, Kremsmünster, Rakousko-Uhersko – 24. července 1955, Zelhem, Nizozemsko) byl rakouský matematik, zabývající se diferenciální geometrií, který představil takzvané Weitzenböck connection.

## Život
Roland Weitzenböck se narodil v Kremsmünsteru, v Rakousku-Uhersku. V letech 1897 až 1902 studoval na vojenských středních školách v Eisenstadtu a Hranicích. Mezi lety 1902 až 1904 studoval na Technické vojenské akademii Mödling (nyní HTL Vídeň) a byl kapitánem v rakouské armádě. Poté studoval na Vídeňské univerzitě, kde v roce 1910 promoval disertační prací Zum System von 3 Strahlenkomplexen im 4-dimensionalen Raum. Po dalším studiu v Bonnu a Göttingenu se nakonec v roce 1912 stal profesorem na Univerzitě Štýrský Hradec. Po vojenské službě v první světové válce se v roce 1918 stal profesorem matematiky na německé Karlo-Ferdinandově univerzitě v Praze.
V roce 1923 byl z iniciativy Louitzena Brouwera jmenován profesorem matematiky na Amsterdamské univerzitě poté, co tuto stejnou nabídku odmítl Hermann Weyl. Tam pracoval až do roku 1945. Poté se usadil v Blaricumu, kde se stal plně přijímaným členem komunity, jelikož to byl na první pohled muž několika slov, bez pozorovatelných politických názorů. Ve skutečnosti však skrýval značné množství frustrace vyplývající z katastrofálního průběhu první světové války. Stejně jako spousta jiných německých a rakouských bývalých vojáků byl i Weitzenböck nepřítel Francie. Po rakouském „Anschlussu“ v roce 1938 začal dokonce soukromě hovořit o schválení Hitlerovi politiky. Kvůli tomu byl v květnu 1945 vyloučen z Královské nizozemské akademie věd, ve které byl již od května 1924. Následně se Weitzenböck stal členem Národního socialistického hnutí v Nizozemsku.
V roce 1923 Weitzenböck publikoval moderní monografii o teorii invariantů na varietách, která zahrnovala tenzorový počet. V předmluvě této monografie lze nalézt útočné akrostichy. Jeden z nich vytváří text NIEDER MIT DEN FRANZOSEN (dolů s Francouzi).
Publikoval také články o torzních tenzorech.
Weitzenböck zemřel v roce 1955 v Zelhem v Nizozemsku. Mezi jeho doktorandy patří například George F. C. Griss, Daniel Rutherford nebo Max Euwe.